# Le Guéridon (Picasso)
Pour les articles homonymes, voir Guéridon (homonymie).
Le Guéridon est un tableau réalisé par Pablo Picasso en 1913-1914 à Céret. Cette huile sur toile est une nature morte cubiste représentant un guéridon. Elle est conservée au Kunstmuseum, à Bâle, en Suisse.

## Expositions
- Le Cubisme, Centre national d'art et de culture Georges-Pompidou, Paris, 2018-2019.